# Ring the Alarm
Singles de Beyoncé
Déjà Vu
(2006) Irreplaceable
(2006)
Pistes de B'Day
Upgrade U 
 (4) Kitty Kat 
 (6)
Ring the Alarm est le 2e single américain de l'album B'Day de la chanteuse de R'n'B Beyoncé.

## Titres disponibles
| CD Maxi single 1. Ring the Alarm (Karmatronic remix) 2. Ring the Alarm (Migtight remix) 3. Ring the Alarm (Tranzformas remix, featuring Collie Buddz) 4. Ring the Alarm (Jazze Pha remix) 5. Ring the Alarm (Grizz remix) | CD Single 1. Ring the Alarm (Album version) 2. Ring the Alarm (Instrumental) |

## Classement du titre
| Pays (2006r.)                                  | Position |
| ---------------------------------------------- | -------- |
| Brésil - Brazil Hot 100                        | 13       |
| Brésil - Brazil Hot 40 Dance Traxx             | 1        |
| Japon - Japan Top 20                           | 16       |
| Lituanie - Lithuania Airplay                   | 1        |
| Lituanie - Lithuania Top 40                    | 1        |
| Norvège - Norway Urban Chart                   | 9        |
| Philippines Philippines Quaday Hot 100 Singles | 10       |
| Pologne - PL Download Charts                   | 6        |
| Pologne - Polish National Top 50               | 46       |

| Pays (2006r.)                              | Position |
| ------------------------------------------ | -------- |
| Suède - Sweden Singles Top 60              | 57       |
| Royaume-Uni - Official Download Chart      | 114      |
| États-Unis - Billboard Hot 100             | 11       |
| États-Unis - Billboard Hip-Hop Songs       | 3        |
| États-Unis - Billboard Hot Dance Club Play | 1        |
| États-Unis - Billboard Rhythmic Top 40     | 21       |

## Vidéo musicale
La vidéo musicale de « Ring the Alarm » était la deuxième vidéo de Beyoncé à être réalisée par Sophie Muller, filmée en juillet 2006. qui a travaillé sur « Déjà Vu »,. La vidéo a été filmée dans un hangar caverneux situé sur le front de mer à Brooklyn, New York. Il reprend une scène du film Basic Instinct (1992), mentionnée par Natalie More de In These Times comme une scène infâme. Beyoncé porte une jupe blanche et un col roulé pour imiter Sharon Stone. Elle a dit à Elysa Gardner de USA Today qu'elle considérait la vidéo comme une scène de film ; « J'ai mis six mois de côté, j'ai travaillé avec un coach pendant deux mois. Et cela s'est répercuté sur ma musique. J'ai traité le clip de Ring the Alarm comme une scène de film. Je me suis dit : « Je dois rendre mon coach d'acteur fier. » La vidéo a été diffusée pour la première fois sur Yahoo! Music le 16 août 2006 et est sortie sur l'iTunes Store américain le 21 novembre 2006. Il a fait ses débuts sur Total Request Live de MTV à la dixième place le 22 août 2006, a atteint la première place et est resté dans l'émission pendant 35 jours jusqu'à ce qu'il soit remplacé par le clip de "Irreplaceable" (2006),. La vidéo crédite la danseuse Teyana Taylor, alors âgée de 16 ans, comme chorégraphe,.
La vidéo commence avec Knowles allongée sur une table, éclairée par une lumière rouge clignotante. Alors qu'une sirène hurle, elle se tient à moitié debout et chante en dansant sur la table. Elle se dirige vers une salle d'interrogatoire similaire à celle du film Basic Instinct. Knowles chante le premier couplet dans une maison avec un bord de mer en arrière-plan. Elle veut s'échapper et se débat avec des gardes masqués et en uniforme dans un couloir. Elle est ensuite ramenée dans la salle d'interrogatoire. Entre les coupes, elle chante dans un coin d'une pièce, on la voit reflétée dans un miroir en criant et parmi un groupe de journalistes. À la fin de la chanson, on voit Knowles pleurer. La vidéo se termine par un gros plan de Beyoncé en train de se mettre du rouge à lèvres. La scène ne montre que ses lèvres.
Le clip a reçu des critiques mitigées. Andy Kellman de AllMusic a écrit qu'il « invitait à toutes sortes d'analyses perplexes ». Jose Antonio Vargas de The Washington Post a décrit le personnage de Beyoncé comme une « femme en colère et en colère ». Elizabeth Goodman de Rolling Stone a émis l'hypothèse que l'utilisation de gardes en tenue anti-émeute est une référence à Alias. Tom Breihan de The Village Voice a décrit le clip comme une vidéo « rapide et sale » et un « montage rapide d'images déconnectées et déconnectées ». Blogueur Roger Friedman de Fox News a qualifié cette vidéo de « bizarre » montrant une Beyoncé extrêmement en colère et peu attirante réprimandant quelqu'un (peut-être Jay-Z ?) pour avoir triché comme si elle était une invitée enragée de Maury Povich ». Les membres de l'équipe de Pitchfork Media ont classé le clip vidéo à la vingt-et-unième place de la liste des 25 meilleurs clips vidéo de 2006. Ryan Dombal a également écrit qu'il était « presque aussi bon que Basic Instinct 2: Risk Addiction ». En 2013, John Boone et Jennifer Cady de E! Online a placé la vidéo à la sixième place de sa liste des dix meilleurs clips musicaux de Beyoncé.